# Anglizam
Anglizmi (anglicizmi) su posuđenice i usvojenice u hrvatskom jeziku koje potječu iz engleskog jezika. Leksemi tipični za američku inačicu engleskoga jezika nazivaju se amerikanizmi.
Brojne su riječi iz engleskoga jezika postale internacionalizmi, pogotovo kao izrazi u računalskoj struci i nazivi za tehnološka dostignuća.

## Anglizmi u hrvatskome jeziku
- bend, band - skupina, glazbeni sastav
- bestseler, best-seller - knjiga s visokom tiražom
- bit, bit-dvojnica
- biznis, Business - posao, trgovanje, obrt
- biznismen, businessman - poslovnjak, trgovac, poslovni čovjek
- blef, bluff - prijevara
- boks, box - šakanje
- boksač, boxer - šakač
- demižon, demijohn - plet, pletara, pletenka
- diler, dealer - djelitelj, trgovac, pretvorica, varalica
- displej, display - uređaj za prikazivanje brojki i slova pomoću tekućih kristala
- dizajn, design - ukrasništvo, nacrt
- dizajner, designer - ukrasitelj
- doping - opijalo (narkotik), nadraživač
- fer, fair - pravedan, pošten
- flert, flirt - udvaranje, očijukanje
- gangster - razbojnik, mafijaš
- gol, goal - vrata
- holding - krovna tvrtka, krovnica
- tvrdi disk, hard disk - čvrstnik
- imidž, image - slika, ugled
- klub, club
- korner, corner - udarac iz kuta
- kompjuter, computer - računalo
- link, link - poveznica
- laser, laser - svjetlopuc
- marketing - pomidžba
- monitor - uređaj za prikazivanje slike ili teksta (tehnologija: CRT, LCD, LED...)
- meč, match - utakmica, dvoboj
- menadžer, manager - voditelj, upravitelj, ravnatelj
- tenk, tank - oklopnik
- sendvič, sandwich - zalogajnik
- šopingiranje, shopping - kupovina
- šoping centar, shopping center - trgovački centar
- softver, software - programska oprema, napudba
- hardver, hardware - očvrsje, sklopovlje, strojevina
- sport - šport
- vikend, weekend - kraj tjedna
- mobitel - mobilni telefon
- tenis, tennis

Brojni su anglizmi zapravo latinizmi, odnosno engleske usvojenice iz latinskoga jezika, ali ih je hrvatski jezik preuzeo iz engleskoga.
U anglizme ubrajamo i tipične engleske sintagme, frazeme (* na dnevnoj bazi (on a daily basis) > dnevno, svakodnevno) i konstrukcije:
Film festival, internet stranica, radio emisija > filmski festival, internetska stranica, radijska emisija (u engleskome je uobičajena konstrukcija imenica + imenica, ali se one u hrvatskome izražavaju pridjevima.)